# أغنيس ستيل
أغنيس ستيل (بالإنجليزية: Agnes Steele)‏ هي ممثلة أمريكية، ولدت في 22 أغسطس 1881، وتوفيت في 3 مارس 1949.

## وصلات خارجية
- أغنيس ستيل على موقع IMDb (الإنجليزية)